# 馬爾季尼夫卡 (巴爾區)
48°56′52″N 27°43′19″E / 48.94778°N 27.72194°E
馬爾季尼夫卡（烏克蘭語：Мартинівка），是烏克蘭的村落，位於該國西南部文尼察州，由日梅林卡區負責管轄，面積1.61平方公里，海拔高度281米，2001年人口384，人口密度每平方公里238.21人。